# Satéma
Satéma (Songba II) ist ein Ort in der Präfektur Basse-Kotto in der Zentralafrikanischen Republik. Er ist der Hauptort der gleichnamigen Unterpräfektur.

## Lage und Verkehr
Satéma liegt am Nordufer des Ubangi, des Grenzflusses zur Demokratischen Republik Kongo auf einer Höhe von etwa 400 m. Er ist durch eine Regionalstraße mit Dimbi, einer Ortschaft an der RN 2, verbunden.

## Klima
Das Klima entspricht dem der immerfeuchten Tropen.